# The Technomancer
The Technomancer este un joc video RPG, pentru platformele PC, PlayStation 4 și Xbox One dezvoltat de către compania Spiders.. 
A apărut pe data de 26 iunie 2016. 